# Jammil e Uma Noites
Jammil e Uma Noites, também conhecido também apenas como Jammil, é uma banda de axé brasileira formada em 1994 em Salvador, Bahia. Teve como vocalista original, Tuca Fernandes, entre 1994 e 2011, fase onde extraiu os maiores sucessos do grupo, como "Praieiro", "Tchau (I Have to Go Now)", "Ê, Saudade", "De Bandeja" e "É Verão". Entre 2011 e 2020, Levi Lima assumiu os vocais, e desde 2021, Rafael Barreto.

## História
Em 1994, Tuca Fernandes, Manno Góes e Beto Espínola se juntaram para formar uma grupo que misturasse axé com samba-reggae, começando por fazer cover de Bob Marley, Jorge Ben Jor, Tim Maia, UB40 e outros artistas que admiravam. 
Em 1997, receberam um convite da EMI para a gravarem seu primeiro álbum. Foi quando a banda, até então conhecida como Jheremmias Não Bate Córner, decidiu rebatizar o grupo com o nome de Jammil e Uma Noites, um trocadilho com o livro Mil e Uma Noites. 
Em 2001, é lançado o primeiro álbum ao vivo da carreira da banda, Acústico ao Vivo, agora pelo selo Atração. O álbum foi gravado em formato acústico na casa A1, São Paulo, e gerou um DVD homônimo no ano seguinte, com a gravação de um show feito pelo grupo na Fashion Club, Salvador. 
Em 2005, é lançado o CD/DVD Praieiro ao Vivo, gravado em duas etapas: um show no DirecTV Hall, São Paulo; e um show acústico na Costa do Sauipe, Bahia, tendo uma faixa bônus gravada durante o evento Axé Minas, no Mineirão, Belo Horizonte. 
Em 2008, é lançado o CD/DVD Três, também gravado em duas etapas: um show na Ilha dos Aquários, Porto Seguro; e os melhores momentos da banda no Carnaval de Salvador; além de três videoclipes inéditos do grupo. 
Em abril de 2011, Tuca Fernandes anunciou que estava deixando a banda para seguir carreira solo. e Levi Lima passa a ser o novo vocalista do grupo. O primeiro sucesso com a nova formação foi "Colorir Papel", que fez parte da trilha sonora da telenovela Fina Estampa, da Rede Globo. 
Em 2012, é lançado Na Real, primeiro álbum com o novo vocalista Levi Lima e indicado ao Grammy Latino. 
A história do grupo continua marcada por grandes sucessos, como "Celebrar", que embalou cenas da telenovela Salve Jorge, da Rede Globo, e foi uma das mais tocadas por mais de um ano nas rádios de todo o país, sendo uma das canções mais executadas em formaturas e festas de fim de ano até hoje. Foi com "Celebrar" que o grupo conquistou o Prêmio Jovem Brasileiro em 2013, na categoria melhor música, e que as jogadoras da Seleção Brasileira de Handebol treinaram e venceram o campeonato mundial da Sérvia neste ano. Levi Lima fez sua primeira turnê internacional a frente da Banda Nos Estados Unidos, nas cidades de Boston e Newark. Foi Trilha sonora de novela pela terceira vez em "Amor á vida" com a Música "Dançando na Garoa". 
Em 2014, a banda emplacou mais uma música nas novelas, "Mil Poemas", trilha de Alto Astral e foi uma das bandas escolhidas pela FIFA para cantar no FIFA Fan Fest, evento que organizado pela FIFA no perído de Copa do Mundo. 
Em 2015, é lançado o CD/DVD De Todas as Praias ao Vivo, também gravado em duas etapas: uma festa náutica na Praia de Ponta Verde, Maceió; e uma parte acústica na Ponta de Humaitá, Salvador. O álbum conta com participações especiais de Tomate, Pollo, Manno Góes, Saulo Fernandes e Bruno Cardoso.
O belo cartão postal que foi palco do DVD em Salvador também foi cenário do projeto de verão da banda: Vamos Ver o Pôr do Sol em Humaitá. Com o objetivo de retribuir a receptividade dos moradores de Monte Serrat com o Jammil, o grupo irá promover ações de preservação do patrimônio histórico, meio ambiente e cultura, com realização de shows acústicos mensais abertos ao público em Humaitá, local conhecido pelo belo pôr do sol. No ano seguinte, teve a música "Sublime" como trilha sonora da telenovela Sol Nascente. Em 2017, teve a música "Na Real", na trilha sonora da telenovela O Outro Lado do Paraíso. Levi Lima também deu voz à música tema do handebol nas Olímpiadas do Rio, "A Hora é Agora" composta pela Jogadora Samira Rocha. Em 2018, foi trilha sonora da novela "Segundo Sol", trama que se passa na cidade de Salvador, com a música "Rega", se consagrando como a banda baiana com mais músicas em novelas da Rede Globo.
Após 9 anos à frente do grupo, Levi Lima também anunciou sua saída do grupo em 5 de julho de 2020, sem previsão de carreira solo.

Desde agosto de 2020, o Jammil tem como vocalista o baiano Rafael Barreto. Cantor, compositor e multi-instrumentista, Rafael imprimiu seu estilo logo que chegou ao grupo, mas sem esquecer a essência da banda. “O Jammil sempre teve diversas influências musicais, do rock, do reggae, do pop, do samba reggae, mas principalmente da energia da Bahia. Sempre ouvi as músicas do grupo e estou feliz e empolgado para somar a essa história”, fala Rafael.
Em 2008, quando foi revelado nacionalmente pelo programa Ídolos, o artista teve sua carreira projetada pelo Brasil e reconheceu-se como cantor. Depois de vencer o reality show, Rafael continuou seu caminho na música. Fez shows em grandes cidades, barzinhos, pubs e casas noturnas. O vocalista Morou em São Paulo, Brasília, Rio de Janeiro, Espírito Santo e depois de um tempo, precisando se reencontrar decidiu voltar para Salvador.  Mas só quando foi morar em Minas Gerais para recomeçar novamente a carreira é que surgiu o convite para assumir os vocais do Jammil.
Em 2023, a banda baiana de Axé lança o EP “I Love Jammil”. Com três canções inéditas: “Já bateu saudade”, “Rosa Branca” e “No Seu Corre”. A primeira dessas é composição do próprio vocalista com os parceiros Velho Marlon, ÉoCROSSS e Pierrot Júnior.

## Integrantes

### Atuais
- Rafael Barreto – vocais (2020–presente)

### Anteriores
- Tuca Fernandes – vocais, guitarra (1994–2011)
- Beto Espínola – guitarra (1994–2011)
- Manno Góes – baixo (1994–2013)
- Levi Lima – vocais (2011–2020)